# Пре и после (филм)
„Пре и после“ (енгл. „Before and After“) је америчка драма из 1996. године.

## Радња
Керолин Рајан је угледни педијатар из малог града Масачусетса. Удата је за Бена, вајара, са којим има двоје деце, Џудит и Џејкоба. Њихов миран и уредан живот изненада се окреће наглавачке када њихов син Џејкоб бежи након убиства своје девојке Марте Тавернер. Бен ће тада открити огромне доказе у колима свог сина. Одлучује да учини да нестану.

## Улоге
| Глумац             | Улога         |
| ------------------ | ------------- |
| Мерил Стрип        | Керолин Рајан |
| Лијам Нисон        | Бен Рајан     |
| Едвард Ферлонг     | Џејкоб        |
| Данијел фон Барген | Френ Конклин  |
| Алфред Молина      | Панос Демерис |